# I.Ae. 27 Pulqui I

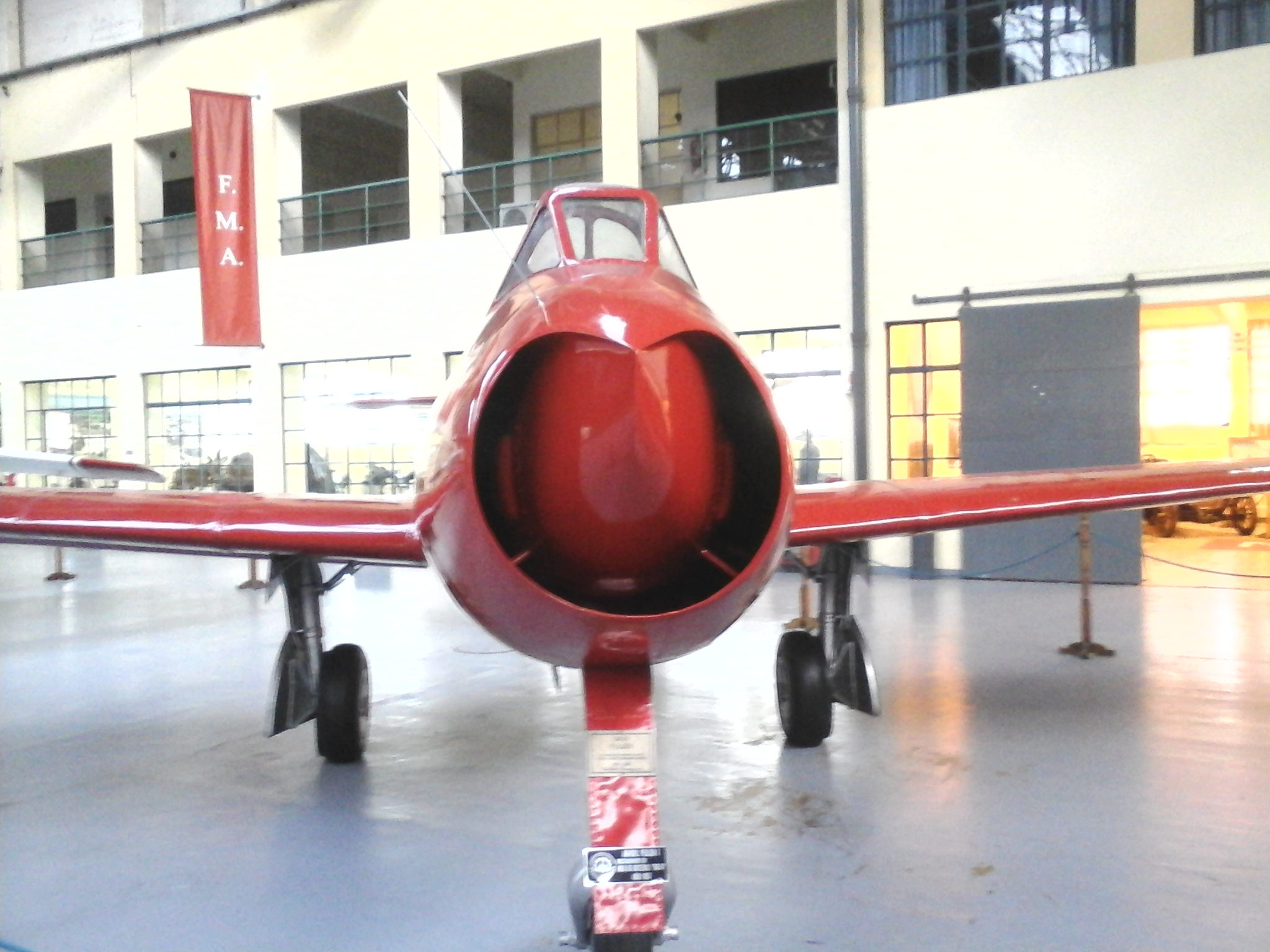
Pulqui I visto de frente.

El I.Ae. 27 Pulqui (flecha en idioma mapuche) fue un avión a reacción diseñado y construido en Argentina hacia 1947. Fue el primer avión de este tipo en fabricarse en Latinoamérica, y el octavoen todo el mundo.

## Historia
El proyecto nace en 1946 por iniciativa del gobierno de Juan Domingo Perón, la responsabilidad de llevarlo a cabo recae sobre el Instituto Aerotécnico de Córdoba. Juan Ignacio San Martín, el director del Instituto, encarga el diseño a los ingenieros argentinos Cardeilhac E., N.L. Morchio y H.J. Ricciardi.
Poco tiempo después de iniciado el proyecto, el Ministerio de Aeronáutica, al conocer la presencia del industrial aeronáutico francés Emile Dewoitine en la Argentina, lo contrató uniéndolo al equipo del Instituto en la División de Proyectos Especiales.
Dewoitine era un reconocido diseñador aeronáutico que había huido de su país acusado de colaborar con los nazis. Había tenido éxito diseñando y construyendo aviones en Francia, y había llegado tras su fugaz paso por España, escapando de la justicia francesa, con la intención de construir su propio proyecto de avión de reacción, el D 700. Aunque se lo cita como único responsable del diseño del Pulqui, y de hecho tuvo una participación preponderante, el avión fue el resultado de un trabajo de equipo, siendo finalmente muy distinto al proyecto personal de Dewoitine.
En 1946, se comenzaron a fabricar las primeras piezas del prototipo, y se construye una maqueta de madera en tamaño 1:1 para pruebas en el túnel de viento del Instituto. El avión se terminó de construir en 1947, poco más de un año después de iniciado el proyecto. 
El primer vuelo tuvo lugar a las 17:25 del 9 de agosto de 1947.El avión despegó de una de las pistas de la Escuela de Paracaidistas de Córdoba, pilotado por el entonces teniente 1º Edmundo “Pincho” Weiss. Posteriormente se redujo la envergadura unos 75 cm, en un intento de aumentar la velocidad máxima, que era de 720 km/h en lugar de los 850 km/h esperados.
En septiembre, el teniente Weiss voló el prototipo hasta Morón, cerca de la ciudad de Buenos Aires. El día 22, fue exhibido en vuelo ante el presidente Juan Perón, y luego de mostrarse al público en Buenos Aires, el avión regresó a Córdoba el 10 de diciembre.
La presentación oficial del avión se realizó el 8 de octubre de 1948, junto con la del I.Ae. 30 Ñancú y la del avión presidencial Vickers Viking.
El programa se extendió hasta 1948, cuando fue superado por un proyecto más avanzado, el del I.Ae. 33 Pulqui II. A partir de la construcción del Pulqui II, el I.Ae. 27 Pulqui pasó a denominarse Pulqui I. 
A partir del golpe de Estado de 1955 la Fábrica Argentina de Aviones fue intervenida y gran parte de los científicos e ingenieros cesanteados o debieron exiliarse y el programa fue desactivado. Entre ellos huyeron al exilió Isidoro Manzano, José Clèrici, Santiago Fontuzzi, desarrolladores de la segunda parte del prototipo del Pulqui y a los ingenieros argentinos Cardeilhac E., N.L. Morchio y H.J. Ricciardi encargados de la totalidad del proyecto. El Pulqui I en marzo de 1956 fue retirado de servicio definitivamente. En la actualidad el avión descansa en el Museo Nacional de Aeronáutica, en Morón.

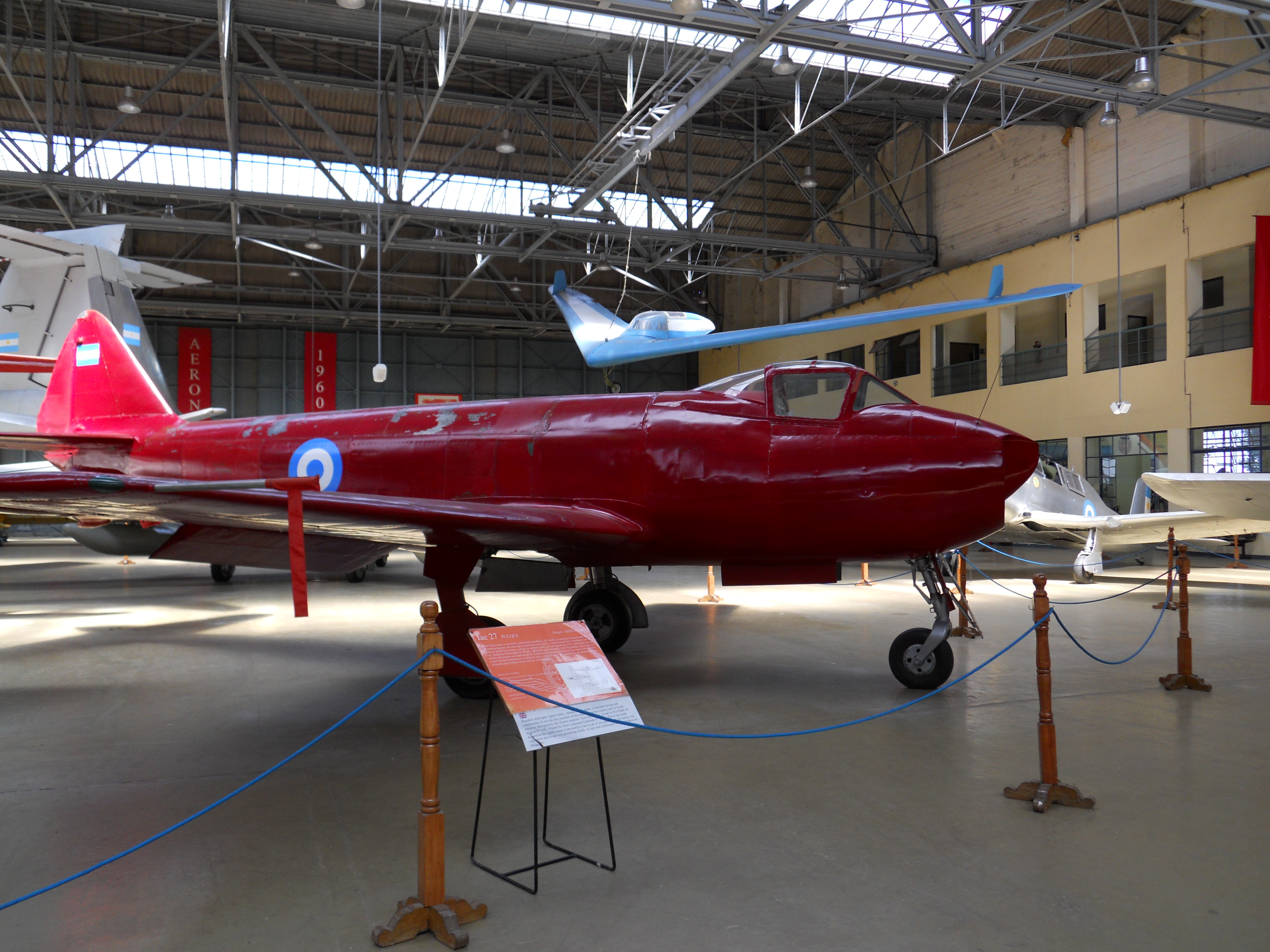
Pulqui I en el MNA, Morón, Provincia de Buenos Aires, Argentina.

## Características técnicas
El diseño era simple, de construcción totalmente metálica y estaba motorizado por una turbina Rolls Royce Derwent 5, la misma que equipaba a los famosos Gloster Meteor.
Las alas eran bajas en voladizo, prácticamente sin flecha y de forma trapezoidal con las puntas elípticas (luego cortadas rectas para mejorar el rendimiento). El perfil alar (Código IAe 242-1) fue desarrollado totalmente por los ingenieros del instituto. Las alas contenían los únicos tanques de combustible, de 1200 litros de capacidad.
El tren de aterrizaje era de tipo triciclo retráctil accionado hidráulicamente y en caso de emergencia podía expulsarse en su totalidad. Los frenos funcionaban con aire comprimido.
La pintura original era completamente roja con dos escarapelas a los lados del fuselaje, sin ningún tipo de identificación ni matrícula. Posteriormente se agregaron escarapelas en las alas y una pequeña bandera argentina a cada lado de la deriva. A partir de 1947 tuvo distintos esquemas de pintura con variaciones menores en el color y las identificaciones. El esquema de pintura que tiene el avión en la actualidad es prácticamente igual al original.

## Especificaciones

### Características generales
- Tripulación: 1
- Longitud: 9,7 m (31,8 ft)
- Envergadura: 11,3 m (36,9 ft)
- Altura: 3,4 m (11,1 ft)
- Superficie alar: 19,8 m² (213 ft²)
- Peso vacío: 2358 kg (5197 lb)
- Peso máximo al despegue: 3600 kg (7934,4 lb)
- Planta motriz: 1×  Rolls Royce Derwent 5.

### Rendimiento
- Velocidad máxima operativa (Vno): 720 km/h (447 MPH; 389 kt)
- Velocidad crucero (Vc): 600 km/h (373 MPH; 324 kt)
- Alcance: 900 km (486 nmi; 559 mi)
- Radio de acción: km
- Alcance en combate: 1h 30 min
- Alcance en ferry: km
- Techo de vuelo: 15 500 m (50 853 ft)